# Perideridia
Perideridia es un género de plantas de la familia de las apiáceas. Comprende 19 especies descritas y de estas, solo 11 aceptadas.

## Taxonomía
El género fue descrito por Ludwig Reichenbach y publicado en Handbuch des Naturlichen Pflanzensystems 219. 1837.

## Especies
A continuación se brinda un listado de las especies del género Perideridia aceptadas hasta septiembre de 2012, ordenadas alfabéticamente. Para cada una se indica el nombre binomial seguido del autor, abreviado según las convenciones y usos.
- Perideridia americana (Nutt.) Rchb. ex Steud.
- Perideridia californica (Torr.) A. Nelson & J.F. Macbr.
- Perideridia erythrorhiza (Piper) T.I. Chuang & Constance
- Perideridia gairdneri (Hook. & Arn.) Mathias
- Perideridia howellii (J.M. Coult. & Rose) Mathias
- Perideridia kelloggii (A. Gray) Mathias
- Perideridia lemmonii (J.M. Coult. & Rose) T.I. Chuang & Constance
- Perideridia montana (Blank.) Dorn
- Perideridia oregana (S. Watson) Mathias
- Perideridia parishii (J.M. Coult. & Rose) A. Nelson & J.F. Macbr.
- Perideridia pringlei (J.M. Coult. & Rose) A. Nelson & J.F. Macbr.